# Roy Bargy
Pour les articles homonymes, voir Bargy (homonymie).
Roy Frederick Bargy est un pianiste et compositeur de musique ragtime, spécialisé dans le genre « novelty ». Né en 1894 dans le Michigan, il compose des morceaux dans les années 1920, dont « Pianoflage » ou « Jim Jams ». Il est mort en 1974 en Californie à l'âge de 79 ans.

## Biographie
Roy Bargy est né à Newaygo dans le Michigan, de Frédéric et Jessie Bargy. Il était le plus jeune de leurs deux enfants; sa sœur Myrte était née en août 1888. Il grandit à Toledo dans l'Ohio. Le jeune Roy commença à étudier le piano à l'âge de cinq ans, et il s'avère être un prodige de cet instrument. Son père était lui-même musicien, il eut ainsi une influence directe sur le talent de son fils. Au fil des années, il continua les leçons de piano de musique classique. Il aspira ainsi à devenir un artiste de concert, mais à l'époque les pianistes classiques ne pouvaient que travailler en Europe afin d'être sérieusement considérés dans le milieu de la musique.
C'est ainsi qu'il commença à fréquenter la communauté jazz de Toledo de plus en plus. Encore adolescent, il trouve du travail comme pianiste et organiste dans les salles pour le cinéma muet. Il prend des leçons avec Max C. Ecker, et lui permet de développer sa technique pianistique à la fois complexe et puissante. Durant l'été 1919, Bargy est auditionné par le pianiste Charley Straight, gérant de l'"Imperial Player Rolls" (une maison d'édition). Straight est impressionné par Roy et l'engage pour produire ses morceaux. Il fait sortir ainsi à partir de 1920, six morceaux de "novelty ragtime". Ces pièces ne sont pas très accessibles pour un pianiste moyen, et requièrent une grande virtuosité d'interprétation. Citons "Pianoflage", qui est sa pièce la plus connue auprès du public.
À cette époque il se marie avec sa première épouse, Gretchen (également originaire de Toledo) avec qui il a deux filles (Jeanne, née en 1922 et Patricia ; née en 1924. À partir de 1921, il réalise des enregistrements avec un orchestre de ses propres morceaux. Il fit publier ses trois dernières propres compositions en 1924 et 1925. Roy Bargy décéda le 16 janvier 1974 en Californie, à son domicile à l'âge de 79 ans. Il est toujours considéré comme un artiste important du mouvement « novelty » à l'intérieur du genre ragtime.

## Liste des compositions
1920
- Slipova - Piano Syncopations
- Justin-Tyme - Piano Syncopations
- Sunshine Capers - Piano Syncopations
- Pianoflage - Piano Syncopations
- Jim Jams - Piano Syncopations
- Behave Yourself - Piano Syncopations
- Omeomy
- Ditto (I'll Have the Same)

1921
- It Must Be Someone Like You [avec Harold G. Frost et Charley Straight]
- When You Come to the End of a Sometime [avec Charley Straight]
- Blue Streak
- Rickety Stairs [avec Charley Straight et George Moriarity]

1922
- Little Thoughts [avec Charley Straight et Hal Billings]
- Lonely [avec Charley Straight et George Moriarity]
- The Old Garden Gate [avec Charley Straight]
- Knice and Knifty - Piano Syncopations [avec Charley Straight]
- Rufenreddy - Piano Syncopations[avec Charley Straight]
- Tee-pee Blues [avec Roger Lewis et Ernie Erdman]
- Broken Hearted Blues [avec Frank Henri Klickmann et Dave Ringle]

1923
- Sweet and Tender
- Foolish Child [avec McPhail/Nelson]

1924
- Get Lucky - Chicago Stomp
- Feedin' the Kitty

1925
- Trouble In Thirds